# Casa al carrer Calvari, 5 (l'Escala)
La Casa al carrer Calvari, 5 és una obra de l'Escala (Alt Empordà) inclosa a l'Inventari del Patrimoni Arquitectònic de Catalunya.

## Descripció
Situada dins del nucli antic de la població de l'Escala, a l'extrem nord-oest del terme i formant cantonada entre els carrers Calvari i Perxel.
Edifici cantoner de planta rectangular, format per tres crugies adossades, amb la coberta a dues vessants de teula i distribuït en planta baixa i pis. La façana principal presenta dos portals emmarcats amb carreus de pedra i, entremig, una porta d'entrada al garatge, oberta posteriorment. Al pis hi ha dos balcons exempts amb la llosana motllurada i la barana de ferro. Els dos portals que hi donen accés són rectangulars i estan bastits amb carreus de pedra. La façana està rematada amb un gran ràfec doble, combinant el dentat i la teula. Tocant a la cantonada de la façana hi ha un plafó de sis rajoles de ceràmica decorades. La façana lateral només presenta tres obertures, dues finestres a la planta baixa i una finestra balconera al pis. L'element destacat és la base de la façana, donat que es troba atalussada.
Tot el parament es troba arrebossat i pintat de color blanc.